# Оук-Гроув (округ Поні, Оклахома)
Оук-Гроув (англ. Oak Grove) — місто (англ. town) в США, в окрузі Поні штату Оклахома. Населення — 22 особи (2020).

## Географія
Оук-Гроув розташований за координатами 36°12′20″ пн. ш. 96°20′18″ зх. д. / 36.20556° пн. ш. 96.33833° зх. д. (36.205579, -96.338392).  За даними Бюро перепису населення США в 2010 році місто мало площу 0,33 км², уся площа — суходіл.

## Демографія
Згідно з переписом 2010 року, у місті мешкало 18 осіб у 5 домогосподарствах у складі 3 родин. Густота населення становила 54 особи/км².  Було 8 помешкань (24/км²).
Расовий склад населення:
| - 83,3 % — білих |

До двох чи більше рас належало 16,7 %. Частка іспаномовних становила 22,2 % від усіх жителів.
За віковим діапазоном населення розподілялося таким чином: 27,8 % — особи молодші 18 років, 55,5 % — особи у віці 18—64 років, 16,7 % — особи у віці 65 років та старші. Медіана віку мешканця становила 35,5 року. На 100 осіб жіночої статі у місті припадало 100,0 чоловіків;  на 100 жінок у віці від 18 років та старших — 160,0 чоловіків також старших 18 років.
Цивільне працевлаштоване населення становило 0 осіб. 